# Naveta (religión)

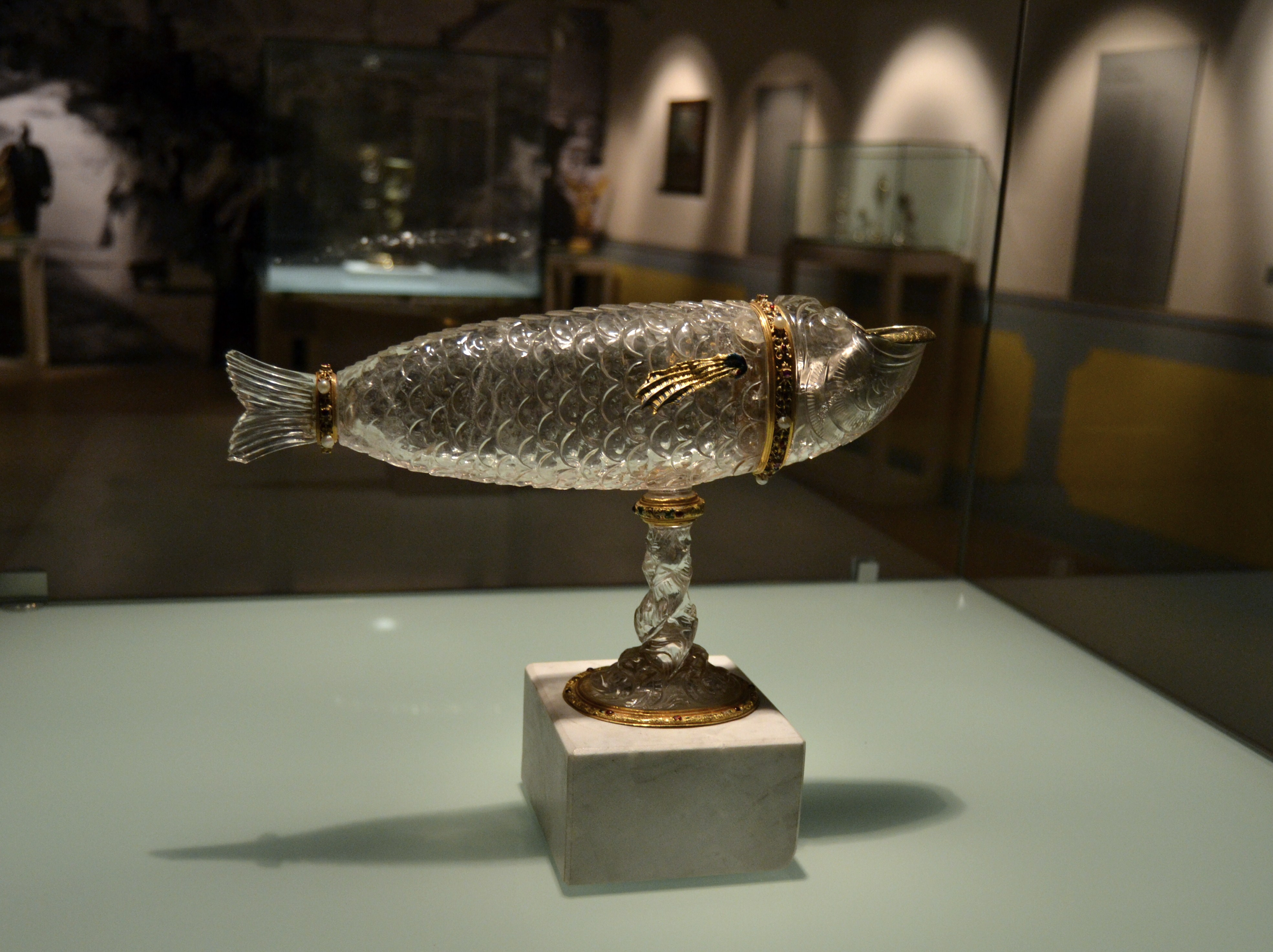
Naveta con forma de pez en el Museo diocesano de Albarracín

Se denomina naveta a un utensilio empleado en las ceremonias de culto católico para llevar y verter el incienso en el incensario. 
El empleo de la naveta data del siglo XIII y en un principio tuvo forma de navecilla de donde proviene su nombre. Más adelante siguió utilizándose en forma de cuchara pequeña, siempre de metal, y por lo común, ornamentada primorosamente, según su estilo y la época de su fabricación. 